# Ezerovo (distrikt i Bulgarien, Varna)
Ezerovo (bulgariska: Езерово) är ett distrikt i Bulgarien.   Det ligger i kommunen Obsjtina Beloslav och regionen Oblast Varna, i den östra delen av landet, 400 km öster om huvudstaden Sofia.
Omgivningarna runt Ezerovo är en mosaik av jordbruksmark och naturlig växtlighet. Runt Ezerovo är det mycket tätbefolkat, med 1 018 invånare per kvadratkilometer.